# بيغل تيراير
بيغل تيراير (بالإنجليزية: Beagle Terrier)‏ هي طائرة خفيفة، أحادية السطح وبمحرك واحد، وبثلاثة مقاعد. أنتجت في بريطانيا. من صناعة بيغل للطائرات. كان أول طيران لها في 1961.